# 創紀之城一期

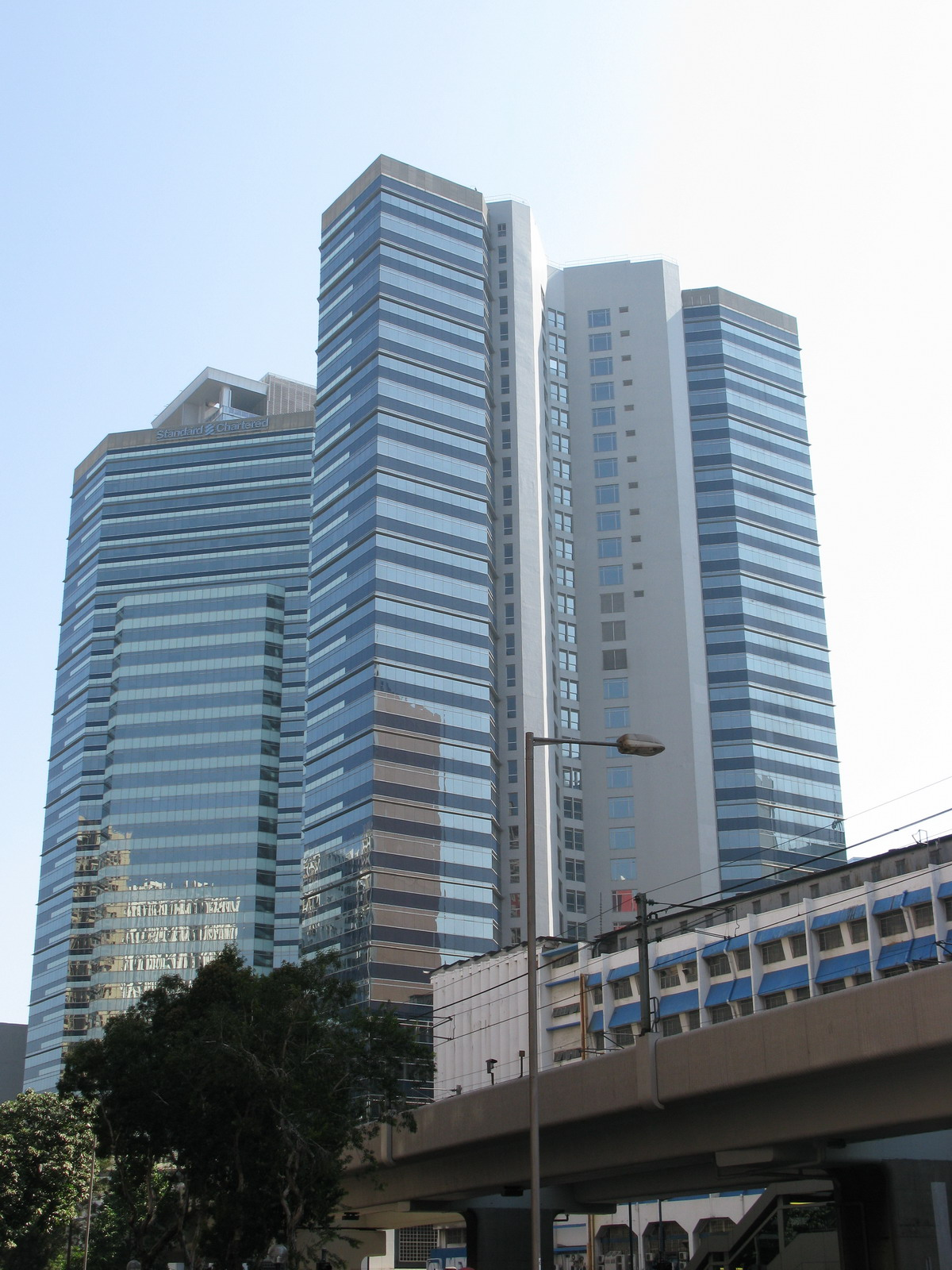
創紀之城1期

創紀之城一期（英語：Millennium City 1）為香港一個位於牛頭角觀塘道388號的寫字樓項目，於1998年12月落成。此項目前身為九巴觀塘車廠A廠，於1993年12月由九龍巴士連同葵涌車廠，一併售予其大股東新鴻基地產，隨後重建為商廈。
創紀之城第一期發展項目中，由2座樓高30層的甲級商業大廈組成。其中第2座是渣打銀行的後勤總部，商廈名為渣打中心（Standard Chartered Tower）。當年渣打銀行集團首席行政總裁杜華（Rana Talwar）表示，該行在1998年以13億港元購入渣打中心其中15層，並額外租用12層，近55萬平方呎樓面。辦公大樓於1999年4月27日正式啟用，容納來自11處不同工作地點的3,200名員工。
另外一座設有寫字樓（包括發展局、地政總署及勞工處若干部門的辦事處）、數據中心、餐飲及零售商店和創紀之城會，總樓面建築面積約為123萬平方呎。其中特色建築是高40呎的玻璃天幕建於地下大堂中央。

## 重大事件
2005年8月13日，創紀之城第一期的外牆及對開巴士站凌晨疑遭雷電擊中，巴士站的廣告牌毀爛，大廈數塊玻璃及外牆雲石碎裂。

## 商舖
創紀之城第一期低層設有多個商戶。包括麥當勞、7-11便利店、星巴克咖啡、好彩海鮮酒家、大家樂、東海堂。

## 創紀之城會
創紀之城會由新鴻基地產成立及管理，於2000年年底才正式投入服務。會所位於創紀之城1期第1座6樓全層，佔地達20,000平方呎。會所提供一個面積1,300平方呎的健體中心，除了有健身器材外，並設有桑拿、按摩浴池及蒸氣房。另外，會所又設有貴賓廳房及會議室各三間。會所還設佔地3,000平方呎中菜廳及酒吧。創紀之城會已於2007年10月底結束營業。

## 圖片

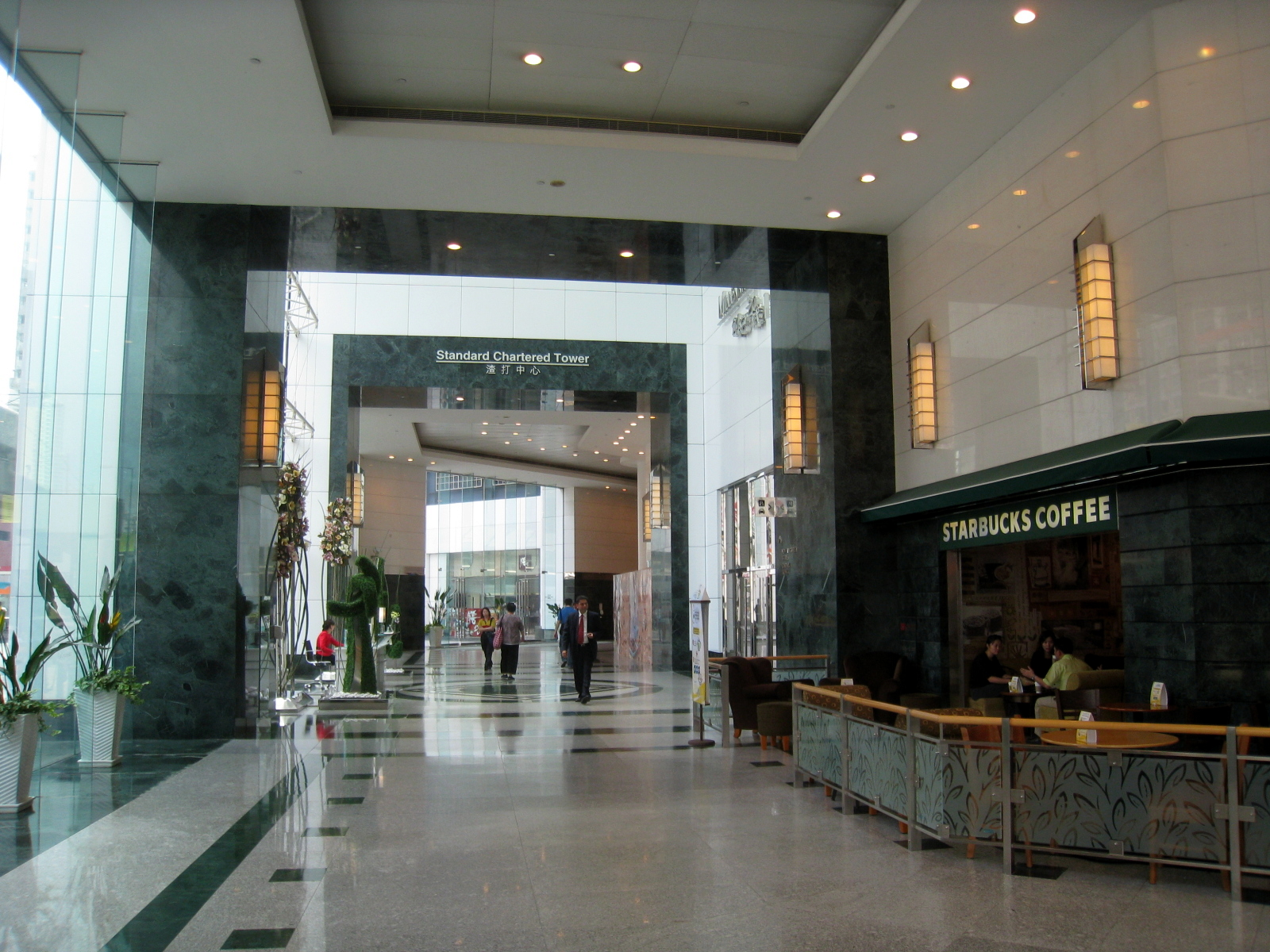
連接兩座大廈的大堂
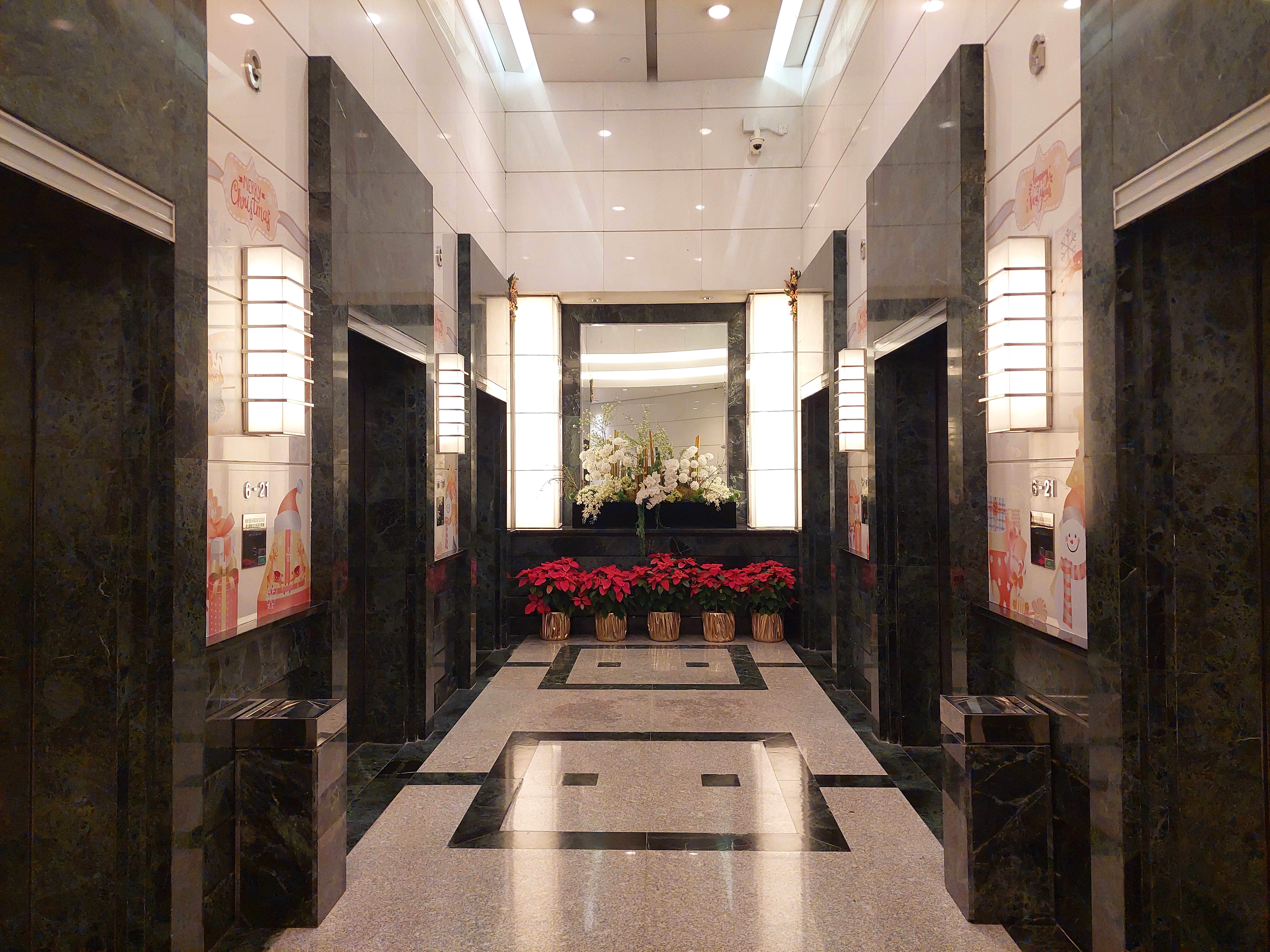
第一座地下大堂
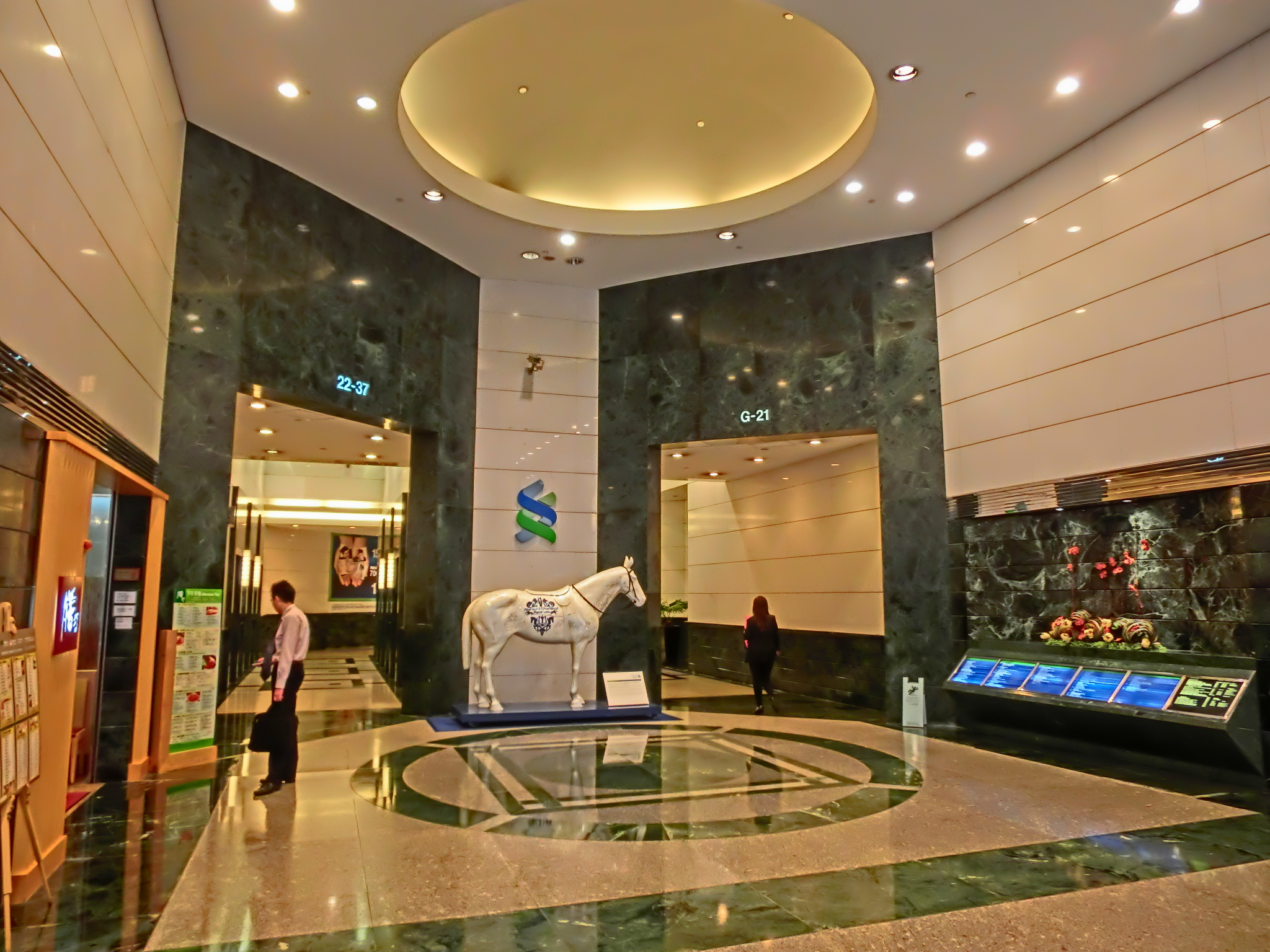
渣打中心地下大堂
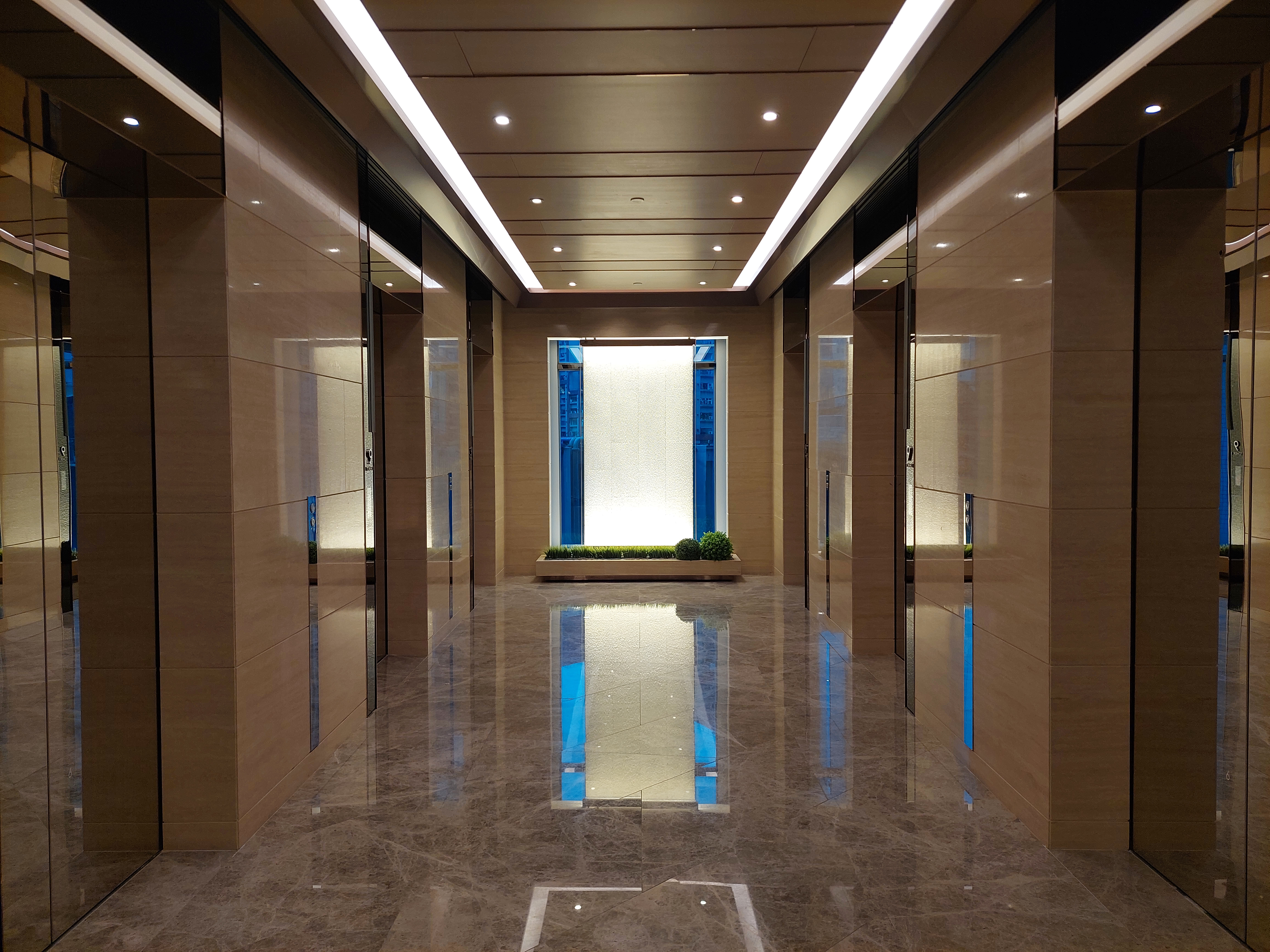
樓層電梯大堂
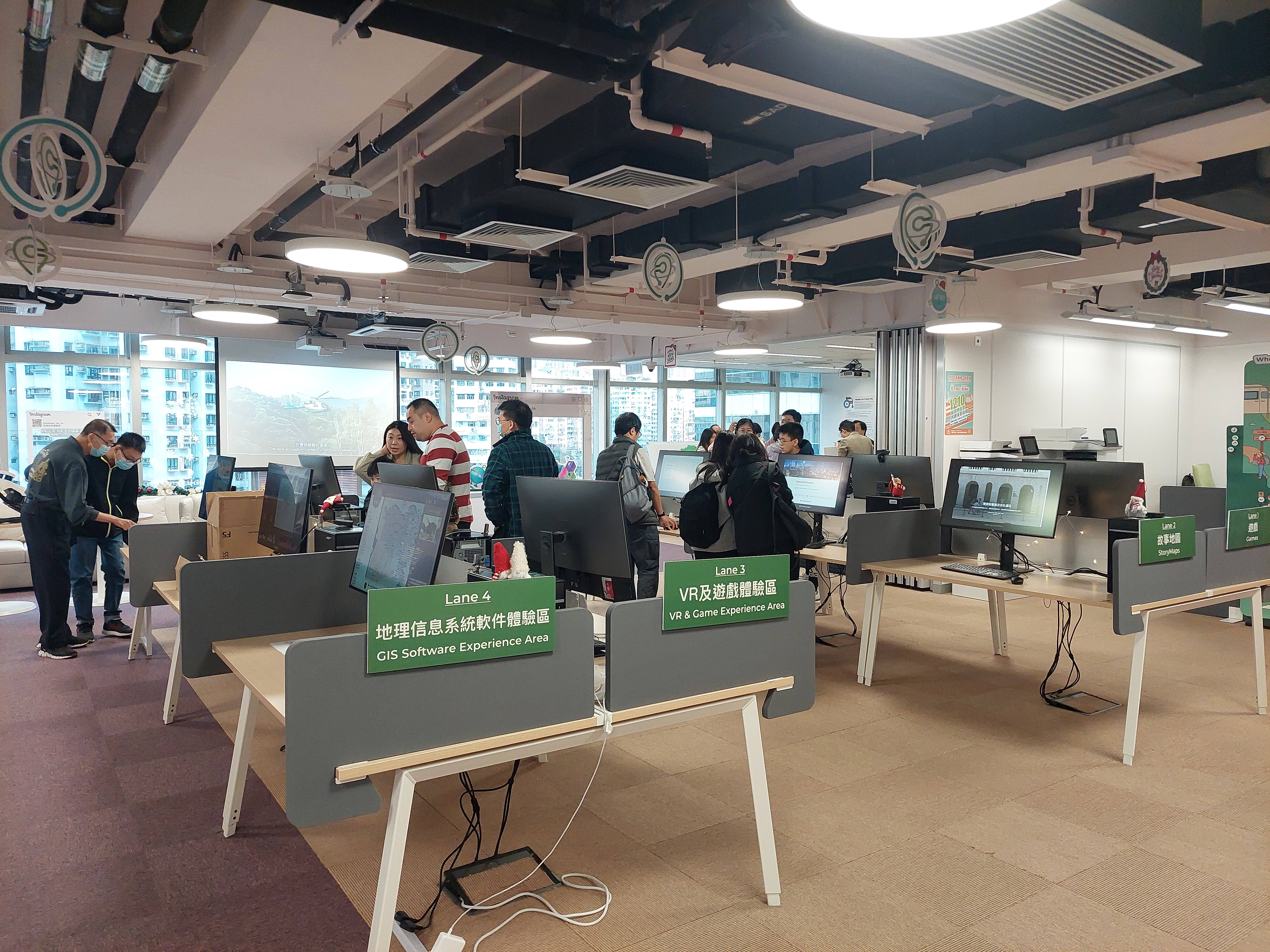
第一座某個寫字樓單位

## 參看
- 渣打總部風水局 （页面存档备份，存于）
- 創紀之城一期網站 （页面存档备份，存于）

1. ↑  . 九龍巴士（一九三三）有限公司. 1993-12-17.